# Amine Atouchi
Amine Atouchi (Casablanca, 1 de julho de 1992) é um futebolista profissional marroquino que atua como defensor.

## Carreira
Amine Atouchi fez parte do elenco da Seleção Marroquina de Futebol na Campeonato Africano das Nações de 2017.